# SC Hakoah Graz
Der Sportclub Hakoah Graz war ein österreichisch-jüdischer Sport- und Fußballverein aus der steirischen Landeshauptstadt Graz. Bis zu seiner Auflösung im Jahr 1938 waren in den Sektionen Fußball, Handball, Tischtennis, Leichtathletik, Schwimmen, Fechten und Schach mehr als 400 Mitglieder aktiv.
Die Grazer Hakoah wurde am 12. März 1919 als Allround-Sportclub gegründet um der jüdischen Bevölkerung, nach der Suspendierung des seit 1905 bestehenden Jüdischen Turnvereins zu Graz im Jahr 1917 wieder die Möglichkeit zu einer vereinsmäßig betriebenen Ausübung sportlicher Aktivitäten zu ermöglichen. Zu Beginn der 1920er Jahre lebten etwa 2.900 Personen jüdischen Glaubens in der Stadt. Während ein Teil der Kultusgemeinde dieser Gründung ablehnend gegenüberstand, sah vor allem die fußballbegeisterte Jugend mit der Vereinsgründung die Möglichkeit gegeben, sich auch in der nichtjüdischen Öffentlichkeit beweisen zu können.

## Geschichte der Fußballsektion

### Startschwierigkeiten in der 2. Klasse
Als sich 1921 der Steirische Landesverband gründete, wurden erstmals Meisterschaften im Fußball ausgeschrieben. Der Sportclub Hakoah startete in der zweiten Klasse. Gespielt wurde analog den Vereinsfarben in blau-weißen Dressen mit dem Davidstern auf der Brust. In den ersten Jahren hatten die jüdischen Spieler mit massivem Antisemitismus zu kämpfen. Dazu verfügte der Verein in den ersten beiden Jahren über keinen eigenen Fußballplatz und musste auf fremde Spielstätten ausweichen. Dies gestaltete sich umso schwieriger, da die meisten anderen Vereine sich weigerten, die Hakoah auf ihrem Platz trainieren zu lassen.
1923 konnte in der Engelgasse (St. Leonhard) ein eigener Platz angemietet werden, wodurch ein regelmäßiges Training möglich wurde. Die Folge dieser ordentlichen Verhältnisse war in der Saison 1921/22 der Meistertitel in der 2. Klasse und der Aufstieg in die höchste Spielklasse. Da es zu dieser Zeit noch keine gesamtösterreichische Liga gab, zählte die damalige steirische 1. Klasse ideell fast genauso viel wie die Wiener 1. Klasse, deren Meister allerdings als jener Österreichs angesehen wurde.

### Die Spieljahre in der Landesklasse
Der Einstieg in die oberste Landesklasse konfrontierte die Fußballer der Hakoah erneut mit Antisemitismus und der Weigerung einiger Vereine gegen den „Judenklub“ anzutreten. Während beim Grazer AK bald der sportliche Gedanke Oberhand gewann und die Weigerung zurückgenommen wurde, blieben der Deutsche Sportverein Leoben, der bereits den sogenannten Arierparagraphen in sein Statut aufgenommen hatte, sowie der Turnverein Leibnitz in dieser Frage kompromisslos. Der Steirische Fußballverband schloss daraufhin beide Vereine aus der Meisterschaft aus. Sportlich vermochten sich die Blau-Weißen schnell in der ersten Klasse zu integrieren. In der ersten Saison 1922/23 konnte sich die Hakoah mit zwei Siegen an der vierten Stelle platzieren.
Im Spieljahr 1924/25, jenem Jahr in dem mit dem großen Bruder Hakoah Wien erstmals ein jüdischer Verein den Meistertitel eines Landes errang, vermochte auch die Grazer Hakoah richtig aufzutrumpfen. In der Meisterschaft duellierten sich die Blau-Weißen, wo mit Isidor Gansl ein ehemaliger Stürmerstar der Wiener Hakoah auflief, bis zum Schluss mit dem Serienmeister Grazer AK um dem Vizemeistertitel hinter dem SK Sturm Graz. Trotz einem Sieg mehr, darunter auch einer gegen die „Rotjacken“ selbst, musste sich die Hakoah zu guter Letzt nur auf Grund des etwas schlechteren Torverhältnisses mit dem dritten Platz begnügen. Gegen Sturm Graz hatte die Hakoah aber fast immer das Nachsehen. Einzig in der Saison 1928/29 konnten die „Blackies“ mit 2:0 bezwungen werden. Über diese Sensation berichtete die Grazer Sport-Zeitung am 29. Oktober 1928:
„Eine sensationelle Überraschung in der Meisterschaft, da es der Hakoah gelang, Sturm beide Punkte abzunehmen. Die ungekünstelte und vor allem schnelle Spielweise der Blau-weißen trug ihnen den wertvollen Sieg ein.“
Für Sturm Graz bedeutete dies die einzige Niederlage während des Grunddurchgangs, die Hakoah wiederum konnte mit nur einem Punkt Rückstand auf Sturm in die Winterpause gehen. Am Ende der Saison klassierte sich die Hakoah mit fünf Siegen aus zehn Spielen und einem positiven Torverhältnis auf dem vierten Rang. In derselben Saison qualifizierte sich der jüdische Sportclub mit einem 3:2-Erfolg über den Grazer AK erstmals für den „Brückelmaier-Cup“. Dieser wurde vom Steirischen Landesverband ausgeschrieben und gilt als Vorläufer des späteren (ab 1932) ausgespielten Steirischen Landescups. Im Finale traf die Hakoah auf Angstgegner Sturm Graz und konnte mit einem 1:1-Remis erneut überraschen. Da es damals weder eine Verlängerung der Spielzeit noch ein Elfmeterschießen gab, musste das Finalspiel wiederholt werden. Das Ergebnis dieser Wiederholung ist heute jedoch nicht mehr bekannt.

### Der Abstieg in die 2. Klasse und das Ende durch den Nationalsozialismus
Nach zwei sechsten Plätzen in den Jahren 1930 und 1931 konnte sich die Hakoah in der Saison 1932/33 überraschend wieder auf den vierten Rang vorspielen. Allgemein sank das Leistungsniveau der Blau-Weißen jedoch aufgrund nichtsportlicher Probleme immer mehr ab. Nachdem 1933 die Pacht für den Fußballplatz ausgelaufen und nicht mehr verlängert worden war, stand der Verein wieder ohne eigene Heimstätte da. In den folgenden Jahren verließen immer Spieler den Verein. Einige wenige wurden wegen ihrer Spielstärke von Konkurrenten abgeworben, viele zogen sich auf Grund des immer öfter zur Schau getragenen Antisemitismus, der bereits vor dem Anschluss Österreichs an das Deutsche Reich immer stärkere Ausprägung fand, zur Gänze aus dem Sport zurück.
Durch diese Ereignisse verlor die Hakoah allmählich ihren Glanz. Nach zwei schwachen Jahren, in denen nur der achte Tabellenrang erspielt werden konnte, kam im Spieljahr 1934/35 mit dem neunten Platz die schlechteste Erstligaplatzierung des Vereins und damit verbunden der endgültige Abstieg in die 2. Klasse. Dort konnte sich die Hakoah zwar wieder erfangen, mit dem Einmarsch der deutschen Truppen in Österreich kam im März 1938 aber das endgültige Aus für den Verein. Der Sportclub Hakoah Graz wurde zwangsaufgelöst und die über dreißigjährige Geschichte des jüdischen Sports in der Stadt Graz fand ein Ende.

### Erfolge
- 3. Platz 1. Klasse: 1924/25, 1928.
- 4. Platz 1. Klasse: 1922/23, 1928/29
- Meister der 2. Klasse: 1921/22
- Finale Brückelmaier-Cup: 1928/29 (Ergebnis nicht bekannt)

## Übrige Sektionen
Im Laufe der Jahre entwickelte der Sportclub Hakoah auch weitere Sektionen. Die bekannteste Abteilung neben den Fußballern stellten dabei die Schachspieler dar, die von 1931 bis 1933 in drei aufeinander folgenden Jahren jeweils den steirischen Landesmeistertitel gewannen. Erfolgreich war auch die Sektion Tischtennis die bei ihren Steirischen Meisterschaften in diesen Jahren des Öfteren den dritten Rang erreichen konnte. Die Hakoah betrieb bis 1938 noch die Sektionen Handball, Fechten, Leichtathletik und Schwimmen. Nach der Gründung der „arischen“ Landessportverbände in den Jahren 1933 und 1934 wurden die Sportler und Sportlerinnen der Hakoah jedoch von der Teilnahme an den steirischen Landesmeisterschaften ausgeschlossen.